# تحول خبيث

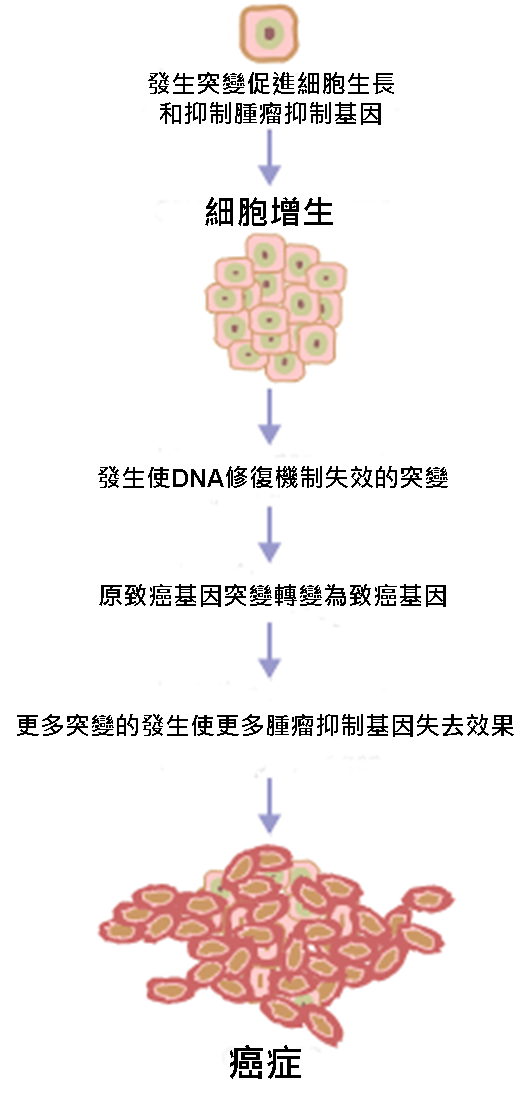

التحول الخبيث، عملية تكتسب من خلالها الخلايا خصائص السرطان. يمكن أن يحدث كعملية أولية في الأنسجة الطبيعية، أو بشكل ثانوي كاستحالة خبيثة لورم حميد موجود مسبقًا.

## أمثلة عن التحول الخبيث المرتبط بالنظام الغذائي

### النظام الغذائي وسرطان القولون
يقدم سرطان القولون أحد الأمثلة على الآليات التي يكون من خلالها النظام الغذائي عاملاً خارجيًا في السرطان. يرتبط النظام الغذائي الغربي للأمريكيين من أصل أفريقي في الولايات المتحدة بمعدل سنوي لسرطان القولون يبلغ 65 إصابة لكل 100,000 فرد، في حين يرتبط النظام الغذائي ذو الألياف المرتفعة/ الدهون المنخفضة من سكان الريف للأفارقة الأصليين في جنوب أفريقيا بمعدل سنوي لسرطان القولون أقل من 5 إصابات لكل 100,000 فرد. زاد إعطاء النظام الغذائي الغربي لمدة أسبوعين للأفارقة الأصليين من تشكّل الأحماض الصفراوية الثانوية لديهم، بما في ذلك حمض ديوكسي كوليك المسرطن، بنسبة 400٪، وغيّر أيضًا الميكروبات القولونية لديهم. تشير الأدلة التي استعرضها كلّ من سان وكاتو إلى أن الاختلافات في الجراثيم القولونية البشرية تلعب دورًا مهمًا في تطور سرطان القولون.

### النظام الغذائي وسرطان الرئة
المثال الثاني، الذي يربط المكوّن الغذائي بالسرطان، موّضح عبر سرطان الرئة. أُجريت دراستان كبيرتان على السكان، إحداهما في إيطاليا والأخرى في الولايات المتحدة. في إيطاليا، شُخّصت عيّنة من 1721 شخصًا مصابًا بسرطان الرئة دون وجود مرض شديد لديهم و1918 شخصًا من مجموعة المراقبة لأفراد لا يعانون من سوابق الإصابة بسرطان الرئة أو أي أمراض متقدمة. ملأ جميع الأفراد استبيانًا حول معدّل تكرار استهلاكهم للأغذية بما في ذلك استهلاك الجوز والبندق واللوز والفول السوداني، والإشارة في حال كونهم مدخنين. في الولايات المتحدة، استُجوب 495,785 عضوًا في إيه إيه آر بي حول استهلاك الفول السوداني أو الجوز أو البذور أو المكسرات الأخرى بالإضافة إلى الأطعمة الأخرى وحالة التدخين. في هذه الدراسة الأمريكية، حُددت 18,533 حالة إصابة بسرطان الرئة خلال ما يصل إلى 16 عامًا من المتابعة. بشكل عام، كان لدى الأفراد ذوي معدل الاستهلاك الأعلى بخمس مرات من الجوز خطرٌ أقل بنسبة 26% من الإصابة بسرطان الرئة في الدراسة الإيطالية وانخفض خطر الإصابة بسرطان الرئة بنسبة 14٪ في الدراسة الأمريكية. حُصل على نتائج مماثلة بين الأفراد المدخنين.

## بسبب التبغ
أهم المركبات الكيميائية المسببة للسرطان في التبغ المدخَّن هي تلك المسببة لأذية الحمض النووي إذ يبدو أن هذا الضرر هو السبب الأساسي للسرطان. ربط كانينغهام وزملاؤه وزن الميكروغرام من المركب في دخان سيجارة واحدة مع التأثير السمي الجيني المعروف لكل ميكروغرام لتحديد أكثر المركبات المسببة للسرطان في دخان السجائر. تُذكر هذه المركبات وتأثيراتها السامة الجينية في مقالة بعنوان السجائر. أعلى ثلاث مركبات هي الأكرولين والفورمالدهيد والأكريلونتريل، وجميعها مواد مسرطنة معروفة.

## بسبب العدوى

### الفيروسات
في عام 2002، قدّرت الوكالة الدولية لبحوث السرطان التابعة لمنظمة الصحة العالمية أن 11.9٪ من سرطانات الإنسان سببها واحد من سبعة فيروسات (انظر جدول النظرة العامة على الفيروسات الورمية). تشمل فيروس إبشتاين-بار (إي بي ڤي أو إتش إتش ڤي4)؛ فيروس الهربس المرتبط بساركوما كابوزي (كي إس إتش ڤي أو إتش إتش ڤي8)؛ فيروسات التهاب الكبد ب وفيروسات التهاب الكبد ج (إتش بي ڤي وإتش سي ڤي)؛ فيروس تي-اللمفاوي البشري وفيروسات خلية ميركل التوارمي (إم سي بّي واي ڤي)؛ ومجموعة من فيروسات الورم الحليمي البشري ألفا (إتش بّي ڤي).

### البكتيريا

#### جرثومة الملوية البوابية وسرطان المعدة
في عام 1995، أشارت الأدلة الوبائية إلى أن عدوى الملوية البوابية تزيد من خطر الإصابة بسرطان المعدة. في الآونة الأخيرة، أظهرت الأدلة التجريبية أن الإصابة بسلالات بكتيرية من الملوية البوابية كاج-أ تؤدي إلى درجات شديدة من الالتهاب وأذية الحمض النووي التأكسدية، ما يؤدي إلى تطور سرطان المعدة.

#### أدوار بكتيرية أخرى في التسرطن
يُشير بيريرا وزملاؤه إلى عدد من المقالات التي تشير إلى أدوار البكتيريا في سرطانات أخرى. أشاروا إلى دراسات مفردة حول دور المتدثرة التراخومية في سرطان عنق الرحم، والسلمونيلة التيفية في سرطان المرارة، وكل من العصوانيات الهشة ومغزليات النواة في سرطان القولون. لخّص ميرمان مؤخرًا الأدلة التي تربط الجراثيم الفموية بالتسرطن. رغم أنها موحية بذلك، تحتاج هذه الدراسات إلى مزيد من التأكيد.